# Al-Kurajn (Egipt)
Al-Kurajn (arab. القرين) – miasto w Egipcie, w muhafazie Asz-Szarkijja. W 2006 roku liczyło 64 453 mieszkańców.